# PSV in het seizoen 2015/16 (vrouwen)
Het seizoen 2015/2016 was het 4e jaar in het bestaan van de Eindhovense vrouwenvoetbalclub PSV. De club kwam uit in de Eredivisie en eindigde op de derde plaats. In het toernooi om de KNVB beker werd in de halve finale verloren van ADO Den Haag.

## Wedstrijdstatistieken

### Eredivisie
|       | ADO Den Haag | AFC Ajax | sc Heerenveen | PEC Zwolle | FC Twente | SC Telstar |
| ----- | ------------ | -------- | ------------- | ---------- | --------- | ---------- |
| Thuis | 4 – 1        | 1 – 3    | 3 – 1         | 5 – 2      | 2 – 1     | 9 – 2      |
| Uit   | 5 – 1        | 1 – 0    | 1 – 1         | 1 – 4      | 3 – 2     | 1 – 2      |
|       |              |          |               |            |           |            |
|       | ADO Den Haag | AFC Ajax | sc Heerenveen | PEC Zwolle | FC Twente | SC Telstar |
| Thuis | 2 – 1        | 0 – 0    | 6 – 0         | 2 – 2      | 2 – 0     | 3 – 1      |
| Uit   | 2 – 1        | 1 – 0    | 1 – 2         | 0 – 3      | 4 – 0     | 1 – 2      |

### KNVB beker
| Achtste finale                             | S.V. Fortuna Wormerveer                                                                                    | 0 – 3 (0 – 2) | PSV                                                         |  |
| Plaats: Wormerveer Wateringcomplex         | |               | Mauri van de Wetering Lucie Akkerman 89' Ibtissam Bouharat  |  |
| Kwartfinale                                | Ter Leede                                                                                                  | 2 – 4 (0 – 3) | PSV                                                         |  |
| Plaats: Sassenheim Sportpark De Roodemolen | Jill Wilmot Jara Feenstra                                                                                  |               | 15' Nadia Coolen Kim Mourmans Nadia Coolen Jeslynn Kuijpers |  |
| Halve finale                               | AFC Ajax                                                                                                   | 5 – 1 (1 – 0) | PSV                                                         |  |
| Plaats: Amsterdam Sportpark De Toekomst    | 37' Tessel Middag 55' Marjolijn van den Bighelaar 65' Eshly Bakker 85' Mandy Versteegt 90+1' Tessel Middag |               | 80' Sisca Folkertsma                                        |  |

## Statistieken PSV 2015/2016

### Eindstand PSV in de Eredivisie 2015 / 2016
| Stand | Gespeeld | Gewonnen | Gelijk | Verloren | Punten | Doelpunten voor | Doelpunten tegen | Gele kaarten | Rode kaarten |
| ----- | -------- | -------- | ------ | -------- | ------ | --------------- | ---------------- | ------------ | ------------ |
| 3e    | 24       | 14       | 3      | 7        | 45     | 57              | 35               | 19           | 0            |

### Topscorers
| #                | Naam                  | Goal |
| ---------------- | --------------------- | ---- |
| 1.               | Vanity Lewerissa      | 11   |
| 2.               | Nadia Coolen          | 9    |
| 2.               | Myrthe Moorrees       | 9    |
| 3.               | Mauri van de Wetering | 6    |
| 4.               | Sisca Folkertsma      | 5    |
| 5.               | Ibtissam Bouharat     | 3    |
| 5.               | Michelle Hendriks     | 3    |
| 5.               | Vanessa Susanna       | 3    |
| 6.               | Lucie Akkerman        | 2    |
| 6.               | Sylke Calleeuw        | 2    |
| 7.               | Kika van Es           | 1    |
| 7.               | Melissa Evers         | 1    |
| Eigen doelpunten |                       |      |
| –                | Onbekend              | 2    |
| Totaal           | Totaal                | 57   |

| #      | Naam                  | Goal |
| ------ | --------------------- | ---- |
| 1.     | Nadia Coolen          | 2    |
| 2.     | Lucie Akkerman        | 1    |
| 2.     | Ibtissam Bouharat     | 1    |
| 2.     | Sisca Folkertsma      | 1    |
| 2.     | Jeslynn Kuijpers      | 1    |
| 2.     | Kim Mourmans          | 1    |
| 2.     | Mauri van de Wetering | 1    |
| Totaal | Totaal                | 8    |

### Kaarten
| #      | Naam              |    |
| ------ | ----------------- | -- |
| 1.     | Vanity Lewerissa  | 4  |
| 2.     | Lucie Akkerman    | 3  |
| 2.     | Angela Christ     | 3  |
| 2.     | Michelle Hendriks | 3  |
| 4.     | Sabine Becx       | 1  |
| 4.     | Maran van Erp     | 1  |
| 4.     | Myrthe Moorrees   | 1  |
| 4.     | Kim Mourmans      | 1  |
| 4.     | Maureen Sanders   | 1  |
| 4.     | Laura Strik       | 1  |
| Totaal | Totaal            | 19 |

| #      | Naam        |   |
| ------ | ----------- | - |
| –      | Geen speler | 0 |
| Totaal | Totaal      | 0 |

| #      | Naam        |   |
| ------ | ----------- | - |
| –      | Geen speler | 0 |
| Totaal | Totaal      | 0 |